# Kira Kosarin
Kira Nicole Kosarin (Morristown, 7 de outubro de 1997) é uma atriz, cantora, diretora, dançarina e musicista norte-americana, que ficou conhecida como Phoebe Thunderman na série da Nickelodeon, The Thundermans. Em abril de 2019, Kira lançou seu álbum de estreia, Off Brand, após fazer uma pausa na sua carreira como atriz.

## Infância e Carreira
Kosarin passou seus anos de formatura em Boca Raton, Florida, onde ela dançou e estudou ballet em Boca Ballet Theatre e frequentou a escola secundária Pine Crest School. Seus pais são da Broadway, sua mãe como atriz e seu pai como diretor musical, maestro e produtor musical, de modo ela cresceu atuando, cantando e dançando. Depois de frequentar um workshop de "agir diante das câmeras", ela caiu no amor pela atuação e decidiu se mudar para Los Angeles, Califórnia em 2011 para seguir carreira na televisão, atualmente, Kira reside em Los Angeles.
De acordo com o Nickelodeon.com, Kosarin foi indicada para o 2015 Kids Choice Award, juntamente com Kaley Cuocco Sweeting e muitos outros, na categoria atriz de TV Favorita. O vencedor foi anunciado ao vivo no dia 28 de Março de 2015 apresentado pelo cantor Nick Jonas na Nickelodeon.
Seu filme na Nickelodeon, "Tripwrecked," (rebatizado "One Crazy Cruise") teve gravação finalizada em 2014 em Vancouver, BC no Canadá, e foi lançado no dia 19 de junho de 2015.
Kosarin possui um canal no YouTube, com 207.000 inscritos e 5 milhões de visualizações, onde posta covers e músicas originais, de sua autoria. Em 24 de fevereiro de 2018, anunciou seu primeiro single "SPY", que foi lançado em 16 de março de 2018.

## Vida pessoal
Kira é fechada sobre sua vida pessoal, apesar de alguns dos seus relacionamentos antigos terem sido públicos e fonte de especulação. Rumores sobre sua sexualidade também correram pela internet em diversos momentos. Um tweet de janeiro de 2016 levou revistas a divulgar que Kira teria se declarado bissexual na rede social Twitter. Ao ser interrogada por um seguidor sobre o assunto, Kira respondeu: "Eu sinceramente me sinto atraída por homens, mas sou totalmente aberta a me envolver com pessoas pela alma e não pelo gênero #SemRótulos". Depois disso, Kira mencionou várias vezes que se identifica como heterossexual. Kira é conhecida por se comunicar e se tornar amiga de fãs do mundo todo através do Twitter.

## Filmografia
| Ano       | Título                                     | Papel                  | Notas                                            |
| --------- | ------------------------------------------ | ---------------------- | ------------------------------------------------ |
| 2012      | Shake It Up                                | Raina Kumar            | 1 episódio                                       |
| 2013-2018 | The Thundermans                            | Phoebe Thunderman      | Elenco principal                                 |
| 2014      | The Haunted Hathaways                      | Phoebe Thunderman      | Crossover especial de 1 hora com The Thundermans |
| 2014-2015 | Astrid Clover                              | Stella                 | 2 episódios                                      |
| 2015      | Ho Ho Holiday Special                      | Ela mesma              | Especial de Natal da Nickelodeon                 |
| 2016      | School of Rock                             | Princesa Oliviana      | 1 episódio                                       |
| 2016      | Henry Danger                               | Phoebe Thunderman      | Crossover especial de 1 hora com The Thundermans |
| 2017      | Nickelodeon's Sizzling Summer Camp Special | Suzy Turner            | Especial de verão da Nickelodeon                 |
| 2017-2019 | Betch                                      | Trina/Kira             | 2 episódios                                      |
| 2018      | Love Daily                                 | Sophie Turner          | 1 episódio                                       |
| 2018      | My Dead Ex                                 | Janet                  | 1 episódio                                       |
| 2018      | Knight Squad                               | Kiki                   | 1 episódio                                       |
| 2018      | All About The Washingtons                  | Malia                  | 1 episódio                                       |
| 2019      | Good Trouble                               | Aria                   | 1 episódio                                       |
| 2019      | Welcome to the Wayne                       | Stacey Wasserman (voz) | 1 episódio                                       |
| 2019      | Light as a Feather                         | Nadia Dando            | Elenco regular                                   |

| Ano  | Título                                | Papel              | Notas          |
| ---- | ------------------------------------- | ------------------ | -------------- |
| 2011 | Last Day of School                    | Anna               | Curta-metragem |
| 2011 | Wiz's World                           | Participação       | Curta-metragem |
| 2011 | Scary Girl                            |                    | Curta-metragem |
| 2011 | Hollywood Halloween                   | Hayden/Cami        | Curta-metragem |
| 2012 | The Lil' Ditactor Part 1 - Randomness | Janice             | Curta-metragem |
| 2012 | The Lil' Ditactor Part II: Randomness | Janice             | Curta-metragem |
| 2012 | Wordplay                              | Francis Pullman    | Curta-metragem |
| 2012 | Scared Sweet                          | Brit               | Curta-metragem |
| 2014 | Jingle Hit Factory                    | Carrie             | Curta-metragem |
| 2014 | Back-Up Beep Beep System              | Julie              | Curta-metragem |
| 2015 | One Crazy Cruise                      | Ellie Jensen-Bauer | Filme para TV  |
| 2015 | Fearleaders                           | Mummy              | Curta-metragem |
| 2015 | Jingle Hit Factory: Detention         | Carrie             | Curta-metragem |
| 2019 | Lucky                                 | Shannon (voz)      | Filme para TV  |
| 2021 | Supercool                             | Ava                |                |

### Como diretora
| Ano  | Título      | Papel       | Notas  |
| 2019 | The Lerners | Co-diretora | [ 16 ] |

## Teatro
| Ano       | Título                      | Personagem |
| --------- | --------------------------- | ---------- |
| 2017-2019 | Aladdin and His Winter Wish | Princesa   |

## Prêmios e Indicações
| Ano  | Premiação           | Categoria                                | Trabalho        | Resultado | Ref.   |
| ---- | ------------------- | ---------------------------------------- | --------------- | --------- | ------ |
| 2015 | Kids' Choice Awards | Atriz de TV Favorita                     | The Thundermans | Indicada  | [ 18 ] |
| 2016 | Kids' Choice Awards | Atriz de TV Favorita - Programa Infantil | The Thundermans | Indicada  | [ 19 ] |
| 2017 | Kids' Choice Awards | Atriz de TV Favorita - Programa Infantil | The Thundermans | Indicada  | [ 20 ] |
| 2018 | Kids' Choice Awards | Atriz de TV Favorita - Programa Infantil | The Thundermans | Indicada  | [ 21 ] |

## Discografia
| Ano  | Música                                         | Notas                    |
| ---- | ---------------------------------------------- | ------------------------ |
| 2013 | "Replay"                                       |                          |
| 2016 | "No Wrong Way" (ft. Kira Kosarin)              | Canção com Dyllan Murray |
| 2017 | "Raincoat" (ft. Kira Kosarin)                  | Canção com Timeflies     |
| 2018 | "Spy"                                          | Single                   |
| 2018 | "In Da Arcade (ft. Kira Kosarin)"              | Canção com Ben & Jensen  |
| 2019 | "Vinyl"                                        | Single principal         |
| 2019 | "Love Me Like You Hate Me"                     | Single principal         |
| 2019 | "47 Hours"                                     | Single principal         |
| 2019 | "Take This Outside"                            | Single principal         |
| 2019 | "Somethin Real" (ft. Kira Kosarin & Sik World) | Canção de FUTURISTIC     |
| 2019 | "17 Miles" (ft. Kira Kosarin)                  | Canção de Bravo          |
| 2020 | "First Love Never Lasts"                       | Single principal         |
| 2020 | "Something To Look Forward To"                 | Single principal         |
| 2020 | "Loving You Silently"                          | Single principal         |
| 2020 | "Facetime"                                     | Single principal         |
| 2020 | "Songbird (intro)"                             | Single principal         |
| 2020 | "December "                                    | Single principal         |
| 2022 | "something new"                                | Single principal         |
| 2022 | "mood ring "                                   | Single principal         |
| 2022 | "parachute (plan b) "                          | Single principal         |
| 2022 | "something new "                               | Single principal         |
| 2022 | "busy "                                        | Single principal         |
| 2022 | "goodbye & thank u "                           | Single principal         |
| 2022 | "parachute (plan b) "                          | Single principal         |
| 2023 | "Sunday Best"                                  |                          |
| 2023 | "Before The Sad Sets In "                      |                          |

| Ano  | Álbum           | Músicas | Notas                         |
| ---- | --------------- | ------- | ----------------------------- |
| 2019 | "Off Brand"     | 7       | Álbum de estreia independente |
| 2020 | "Songbird"      | 5       | EP Musical                    |
| 2022 | "Something New" | 5       | EP Musical                    |